# スーヴラク
『スーヴラク』（Souvlaki）は、イギリスのロックバンド、スロウダイヴのセカンド・アルバム。1993年5月17日発売。
2005年にサンクチュアリ・レコードより2枚組アルバムとしてリイシューされ、アルバム前後にリリースされたEP『Outside Your Room』からアルバム未収録の2曲、EP『5』の全曲、「In Mind」のリミックス2曲を収録。

## 制作[1]
1992年に行われたブラーのアメリカおよびヨーロッパツアーに帯同したバンドは、同時期に楽曲を書き溜めるが、よりキャッチーな方向性を求めたクリエイション側に全曲却下を命じられる。
そんな中、バンドはブライアン・イーノに手紙を送り、アルバムのプロデュースを申し込む。イーノからはトータル・プロデュースは不可能だがコラボレーションしてみたいとの返答があった（イーノはバンドの前作『ジャスト・フォー・ア・デイ』を所有しており、非常に気に入っていた）。イーノは「Sing」と「Here She Comes」の2曲でシンセサイザーを演奏した。
ちなみにアルバム・タイトルの「スーヴラク」とは、アメリカのコメディ番組に出演していたThe Jerky Boysというデュオの喜劇からインスパイアされた言葉である。なお、ギリシャの肉料理と綴りが同一である。

## 収録曲
特筆ない限り全曲ニール・ハルステッド作詞作曲。
1. アリソン - "Alison" - 3:51
2. マシン・ガン - "Machine Gun" - 4:28
3. 40日 - "40 Days" - 3:16
4. シング - "Sing" (Brian Eno, Slowdive) - 4:51
5. ヒア・シー・カムズ - "Here She Comes" - 2:19
6. スーヴラク・スペース・ステーション - "Souvlaki Space Station" (Rachel Goswell, Slowdive) - 5:58
7. ホェン・ザ・サン・ヒッツ - "When the Sun Hits" - 4:47
8. オールトゥゲザー - "Altogether" - 3:42
9. メロン・イエロー - "Melon Yellow" - 3:55
10. 短刀 - "Dagger" - 3:33

以下、アメリカ盤ボーナストラック
1. "Some Velvet Morning" (Lee Hazlewood, Nancy Sinatra) - 3:23
2. "Good Day Sunshine" - 5:08
3. "Missing You" - 4:15
4. "Country Rain" (Halstead, Goswell) - 3:33

### 2005年リイシュー版ボーナスディスク
1. "Some Velvet Morning" (Hazlewood, Sinatra) - 3:22
2. "So Tired" - 4:03
3. "Moussaka Chaos" (Chaplin, Goswell, Halstead) - 6:24
4. "In Mind" - 3:45
5. "Good Day Sunshine" - 5:08
6. "Missing You" - 4:15
7. "Country Rain" - Halstead, Goswell 3:34
8. "In Mind (Bandulu Mix)" - 8:06
9. "In Mind (Reload Mix)" - 10:26

## パーソネル
クレジットはアルバムのライナーノーツから。
スロウダイヴ
- ニール・ハルステッド (Neil Halstead) – ボーカル、ギター
- レイチェル・ゴスウェル (Rachel Goswell)– ボーカル、ギター
- クリスチャン・セイヴィル (Christian Savill) – ギター
- ニック・チャップリン (Nick Chaplin) – ベース
- サイモン・スコット (Simon Scott) – ドラム

アディショナル・ミュージシャン
- ブライアン・イーノ (Brian Eno)– キーボード、トリートメント（「Sing」「Here She Comes」）